# Zupforchester
Ein Zupforchester oder Mandolinenorchester ist ein Orchester, das  aus Mandolinen und anderen Zupfinstrumenten besteht.

## Besetzung
Die übliche Besetzung eines Zupforchesters ist:
- 1. Mandoline
- 2. Mandoline
- Mandola
- Gitarre
- Kontrabass (üblicherweise pizzicato, also ebenfalls gezupft gespielt) oder Chitarrone Moderno

Alle Instrumentengruppen sind dabei mehrfach besetzt, wobei der Kontrabass häufig eine Ausnahme bildet. Der Kontrabass kann auch ganz fehlen, dann wird die Stimme von einer akustischen oder auch elektrischen Bassgitarre übernommen.
|  |  |

In den Bildern sind typische Sitzordnungen eines Zupforchesters dargestellt. In neuerer Zeit sind jedoch auch andere Sitzordnungen zu beobachten, beispielsweise bei der Aufführung von Raumklang-Kompositionen.

## Geschichte

### Renaissance und Frühbarock

Lautenensemble (17. Jahrhundert)

Michael Praetorius beschreibt 1619 in seinem Syntagma Musicum einen Lautenchor, der neben den damaligen Zupfinstrumenten wie Theorbe und Laute  auch mit Cembali und Spinetten besetzt ist. Zur Verstärkung des Basses empfiehlt er eine Bassgeige. Er berichtet über die Begleitung einer Motette durch solch ein Ensemble: „Welches eine trefflich-prechtigen/ herrlichen Resonantz von sich geben/ also/ das es in der Kirchen wegen des Lauts der gar vielen Saiten fast alles geknittert hat“.

### 20. Jahrhundert
In Deutschland spielten bis in die zweite Hälfte des 20. Jahrhunderts überwiegend musikalische Laien in Zupforchestern. Viele Zupforchester waren in den 1920er Jahren aus der Arbeiter- oder Wandervogelbewegung heraus entstanden. Ab den 1950er Jahren trug der Komponist Konrad Wölki maßgeblich zur Anerkennung der Zupforchester bei.
Mandolinenorchester sind in Japan stark verbreitet; es gibt allein in Tokio mehr dieser Ensembles als in ganz Europa.

## Kompositionen für Zupforchester
Neben Werken von Konrad Wölki und Siegfried Behrend werden bei klassischen Konzerten von Zupforchestern häufig Werke von Kurt Schwaen, Klaus Wüsthoff, Claudio Mandonico oder Yasuo Kuwahara aufgeführt. Von vielen Werken für andere Orchesterarten gibt es Bearbeitungen für Zupforchester; Werke für Streichorchester oder Streichquartett können oft auch ohne Bearbeitung übernommen werden.

## Organisation der deutschen Zupforchester
In Deutschland handelt es sich bei den meisten Orchestern um Vereinsorchester. Darüber hinaus gibt es in den einzelnen Bundesländern Landeszupforchester, die auf hohem musikalischen Niveau musizieren, sowie Landesjugendzupforchester. Die meisten deutschen Zupforchester sind Mitglied in einem Dachverband, dem Bund deutscher Zupfmusiker. 
Das Deutsche Zupforchester wurde von 1968 bis 1990 von Siegfried Behrend geleitet.
Der schweizerische Musikwissenschaftler Ermanno Briner-Aimo (1918–2004) schrieb 1998 kritisch über die Rolle der Zupforchestervereine:

„Abgesehen davon, dass heute der Geschmack allgemein etwas anspruchsvoller geworden ist und man außerdem lieber Radio hört, statt die Mühe auf sich zu nehmen, selber zu musizieren, abgesehen auch von dem auf die Dauer für heutige Ohren schwer erträglichen Gezirpe und Tremolo eines (häufig auch leicht verstimmten) Mandolinenorchesters, kam früher, in den noch nicht von Ätherwellen beherrschten Zeiten, dem Mandolinenorchester, wie der Blasmusik, eine eminente kulturelle Bedeutung zu: ermöglichten sie doch die Förderung des Instrumentalspiels und die Erschließung selbst entlegener Gemeinden für die Musik.“